# イングリッシュ・コンサート
イングリッシュ・コンサート（The English Concert）は、チェンバロ奏者であるトレヴァー・ピノックがヴィクトリア&アルバート博物館所蔵の古楽器を活用する目的で1973年に結成したイギリスの古楽オーケストラ（合奏団）である。

## 概要
主にバロック音楽を中心に演奏し、ヨハン・ゼバスティアン・バッハやゲオルク・フリードリヒ・ヘンデルのほか、ヴィヴァルディ、コレッリなどの作品を多く取り上げた。また1978年頃からドイツ・グラモフォンのアルヒーフと専属契約を結び多数の録音が発売され、その人気を確かなものとした。また80年代にピノックの片腕が去っていくとヴォルフガング・アマデウス・モーツァルトの作品も多数演奏されるようになり、2003年にはピノック自身も退団する。2003年からはバロック・ヴァイオリン奏者のアンドルー・マンゼが音楽監督に就任したが、早くも2007年にはハリー・ビケットと交代している。